# 40. ceremonia wręczenia Cezarów
40. ceremonia wręczenia francuskich nagród filmowych Cezarów za rok 2014, odbyła się 20 lutego 2015 roku w Théâtre du Châtelet w Paryżu.
Nominacje do tegorocznej edycji nagród zostały ogłoszone 28 stycznia bieżącego roku.
Prowadzącym galę wręczenia nagród był Édouard Baer.

## Laureaci i nominowani
Laureaci nagród wyróżnieni są wytłuszczeniem.

### Najlepszy film
Reżyser / Producenci − Film
- Abderrahmane Sissako / Sylvie Pialat i Etienne Comar − Timbuktu
  - Thomas Cailley / Pierre Guyard − Miłość od pierwszego ugryzienia
  - Robin Campillo / Hugues Charbonneau i Marie-Ange Luciani − Chłopaki ze Wschodu
  - Éric Lartigau / Eric Jehelmann, Philippe Rousselet i Stéphanie Bermann − Rozumiemy się bez słów
  - Thomas Lilti / Agnès Vallée i Emmanuel Barraux − Hipokrates
  - Bertrand Bonello / Eric Altmayer, Nicolas Altmayer i Christopher Lambert − Saint Laurent
  - Olivier Assayas / Charles Gillibert − Sils Maria

### Najlepszy film zagraniczny
Reżyser − Film • Kraj produkcji
- Xavier Dolan − Mama • Kanada
  - Steve McQueen − Zniewolony. 12 Years a Slave • Stany Zjednoczone / Wielka Brytania
  - Richard Linklater − Boyhood • Stany Zjednoczone
  - Jean-Pierre i Luc Dardenne − Dwa dni, jedna noc • Belgia
  - Paweł Pawlikowski − Ida • Polska / Dania
  - Wes Anderson − Grand Budapest Hotel • Wielka Brytania / Niemcy
  - Nuri Bilge Ceylan − Zimowy sen • Turcja / Niemcy

### Najlepszy film debiutancki
Reżyser / Producenci − Film
- Thomas Cailley / Pierre Guyard − Miłość od pierwszego ugryzienia
  - Jeanne Herry / Alain Attal, Hugo Sélignac i Sophie Tepper − Fanka
  - Lucie Borleteau / Pascal Caucheteux i Marine Arrighi de Casanova − Odyseja Alicji
  - Marie Amachoukeli-Barsacq, Claire Burger i Samuel Theis / Denis Carot i Marie Masmonteil − Party Girl
  - Abd Al Malik / Fabien Coste, François Kraus i Denis Pineau-Valencienne − Niech Allah błogosławi Francję

### Najlepszy reżyser
- Abderrahmane Sissako − Timbuktu
  - Céline Sciamma − Dziewczyny z bandy
  - Thomas Cailley − Miłość od pierwszego ugryzienia
  - Robin Campillo − Chłopaki ze Wschodu
  - Thomas Lilti − Hipokrates
  - Bertrand Bonello − Saint Laurent
  - Olivier Assayas − Sils Maria

### Najlepszy scenariusz oryginalny
- Abderrahmane Sissako i Kessen Tall − Timbuktu
  - Thomas Cailley i Claude Le Pape − Miłość od pierwszego ugryzienia
  - Victoria Bedos, Stanislas Carré de Malberg, Éric Lartigau i Thomas Bidegain − Rozumiemy się bez słów
  - Thomas Lilti, Baya Kasmi, Julien Lilti i Pierre Chosson − Hipokrates
  - Olivier Assayas − Sils Maria

### Najlepszy scenariusz adaptowany
- Cyril Gely i Volker Schlöndorff − Dyplomacja
  - Mathieu Amalric i Stéphanie Cléau − Niebieski pokój
  - Sólveig Anspach i Jean-Luc Gaget − Prawda o Lulu
  - Lucas Belvaux − Niedobrani
  - Cédric Anger − Poza wszelkim podejrzeniem

### Najlepszy aktor
- Pierre Niney − Yves Saint Laurent
  - Niels Arestrup − Dyplomacja
  - Guillaume Canet − Poza wszelkim podejrzeniem
  - François Damiens − Rozumiemy się bez słów
  - Romain Duris − Nowa dziewczyna
  - Vincent Lacoste − Hipokrates
  - Gaspard Ulliel − Saint Laurent

### Najlepsza aktorka
- Adéle Haenel − Miłość od pierwszego ugryzienia
  - Sandrine Kiberlain − Fanka
  - Juliette Binoche − Sils Maria
  - Marion Cotillard − Dwa dni, jedna noc
  - Catherine Deneuve − We dwoje zawsze raźniej
  - Émilie Dequenne − Niedobrani
  - Karin Viard − Rozumiemy się bez słów

### Najlepszy aktor w roli drugoplanowej
- Reda Kateb − Hipokrates
  - Eric Elmosnino − Rozumiemy się bez słów
  - Guillaume Gallienne − Yves Saint Laurent
  - Louis Garrel − Saint Laurent
  - Jérémie Renier − Saint Laurent

### Najlepsza aktorka w roli drugoplanowej
- Kristen Stewart − Sils Maria
  - Marianne Denicourt − Hipokrates
  - Claude Gensac − Prawda o Lulu
  - Izïa Higelin − Samba
  - Charlotte Le Bon − Yves Saint Laurent

### Najbardziej obiecujący aktor
- Kévin Azaïs − Miłość od pierwszego ugryzienia
  - Ahmed Dramé − Spuścizna
  - Kirill Emelyanov − Chłopaki ze Wschodu
  - Pierre Rochefort − Niedzielny wyjazd
  - Marc Zinga − Niech Allah błogosławi Francję

### Najbardziej obiecująca aktorka
- Louane Emera − Rozumiemy się bez słów
  - Lou de Laâge − Oddychaj
  - Joséphine Japy − Oddychaj
  - Ariane Labed − Odyseja Alicji
  - Karidja Touré − Dziewczyny z bandy

### Najlepsza muzyka
- Amine Bouhafa − Timbuktu
  - Jean-Baptiste de Laubier − Dziewczyny z bandy
  - Béatrice Thiriet − Ludzie ptaki
  - Lionel Flairs, Benoît Rault i Philippe Deshaies − Miłość od pierwszego ugryzienia
  - Ibrahim Maalouf − Yves Saint Laurent

### Najlepsze zdjęcia
- Sofian El Fani − Timbuktu
  - Christophe Beaucarne − Piękna i Bestia
  - Josée Deshaies − Saint Laurent
  - Yorick Le Saux − Sils Maria
  - Thomas Hardmeier − Yves Saint Laurent

### Najlepszy montaż
- Nadia Ben Rachid − Timbuktu
  - Lilian Corbeille − Miłość od pierwszego ugryzienia
  - Christel Dewynter − Hipokrates
  - Frédéric Baillehaiche − Party Girl
  - Fabrice Rouaud − Saint Laurent

### Najlepsza scenografia
- Thierry Flamand − Piękna i Bestia
  - Jean-Philippe Moreaux − Marsylski łącznik
  - Katia Wyszkop − Saint Laurent
  - Sébastien Birchler − Timbuktu
  - Aline Bonetto − Yves Saint Laurent

### Najlepsze kostiumy
- Anaïs Romand − Saint Laurent
  - Pierre-Yves Gayraud − Piękna i Bestia
  - Carine Sarfati − Marsylski łącznik
  - Pascaline Chavanne − Nowa dziewczyna
  - Madeline Fontaine − Yves Saint Laurent

### Najlepszy dźwięk
- Philippe Welsh, Roman Dymny i Thierry Delor − Timbuktu
  - Pierre André i Daniel Sobrino − Dziewczyny z bandy
  - Jean-Jacques Ferran, Nicolas Moreau i Jean-Pierre Laforce − Ludzie ptaki
  - Jean-Luc Audy, Guillaume Bouchateau i Niels Barletta − Miłość od pierwszego ugryzienia
  - Nicolas Cantin, Nicolas Moreau i Jean-Pierre Laforce − Saint Laurent

### Najlepszy film animowany
- Thomas Szabo i Hélène Giraud − Robaczki z Zaginionej Doliny
  - Tomm Moore − Sekrety morza
  - Stéphane Berla i Mathias Malzieu − Jack i mechanika serca

### Najlepszy film dokumentalny
- Juliano Ribeiro Salgado i Wim Wenders − Sól ziemi
  - Stéphanie Valloatto − Caricaturistes - Fantassins de la démocratie
  - Sophie Audier − Les Chèvres de ma mère
  - Julie Bertuccelli − Szkoła Babel
  - Frederick Wiseman − National Gallery

### Najlepszy film krótkometrażowy
- Nicolas Rey i Emma Luchini − La femme de Rio
  - Clément Tréhin-Lalanne − Aïssa
  - Sébastien Betbeder − Inupiluk
  - Karim Moussaoui − Les jours d'avant
  - Sébastien Bailly − Où je mets ma pudeur
  - Carine May i Hakim Zouhani − Wyskok do Paryża

### Najlepszy animowany film krótkometrażowy
- Chloé Mazlo − Les Petits Cailloux
  - Julien Bisaro − Bang Bang!
  - Stéphane Aubier i Vincent Patar − La Bûche de Noël
  - Eric Montchaud − Mały rondelek Anatola

### Cezar Honorowy
- Sean Penn (aktor, reżyser)

### Złoty Medal Akademii Sztuki i Techniki Filmowej
- Luc Besson (reżyser, scenarzysta)

## Podsumowanie ilości nominacji
(Ograniczenie do dwóch nominacji)
10 : Saint Laurent
9 : Miłość od pierwszego ugryzienia
8 : Timbuktu
7 : Hipokrates, Yves Saint Laurent
6 : Rozumiemy się bez słów, Sils Maria
4 : Dziewczyny z bandy
3 : Chłopaki ze Wschodu, Piękna i Bestia
2 : Marsylski łącznik, Party Girl, Dwa dni, jedna noc, Dyplomacja, Oddychaj, Odyseja Alicji, Niech Allah błogosławi Francję, Prawda o Lulu, Niedobrani, Fanka, Poza wszelkim podejrzeniem, Nowa dziewczyna

## Podsumowanie ilości nagród
(Ograniczenie do dwóch nagród)
7 : Timbuktu
3 : Miłość od pierwszego ugryzienia